# 婦人と召使
『婦人と召使』（ふじんとめしつかい、蘭: Vrouw en dienstmeid、英: Mistress and Maid）は、オランダ黄金時代の画家ヨハネス・フェルメールが1666年から1667年頃に制作した絵画である。油彩。手紙を届ける召使と驚いた様子の婦人を描いている。キャンバスのサイズは現存するフェルメールの作品の中では比較的大きな部類に入る。『兵士と笑う女』（De Soldaat en het Lachende Meisje）、『中断されたレッスン』（De Onderbreking van de muziek）とともに、アメリカ合衆国の実業家・美術収集家ヘンリー・クレイ・フリックが所有した3点のフェルメール作品の1つで、現在はニューヨークのフリック・コレクションに所蔵されている。

## 作品

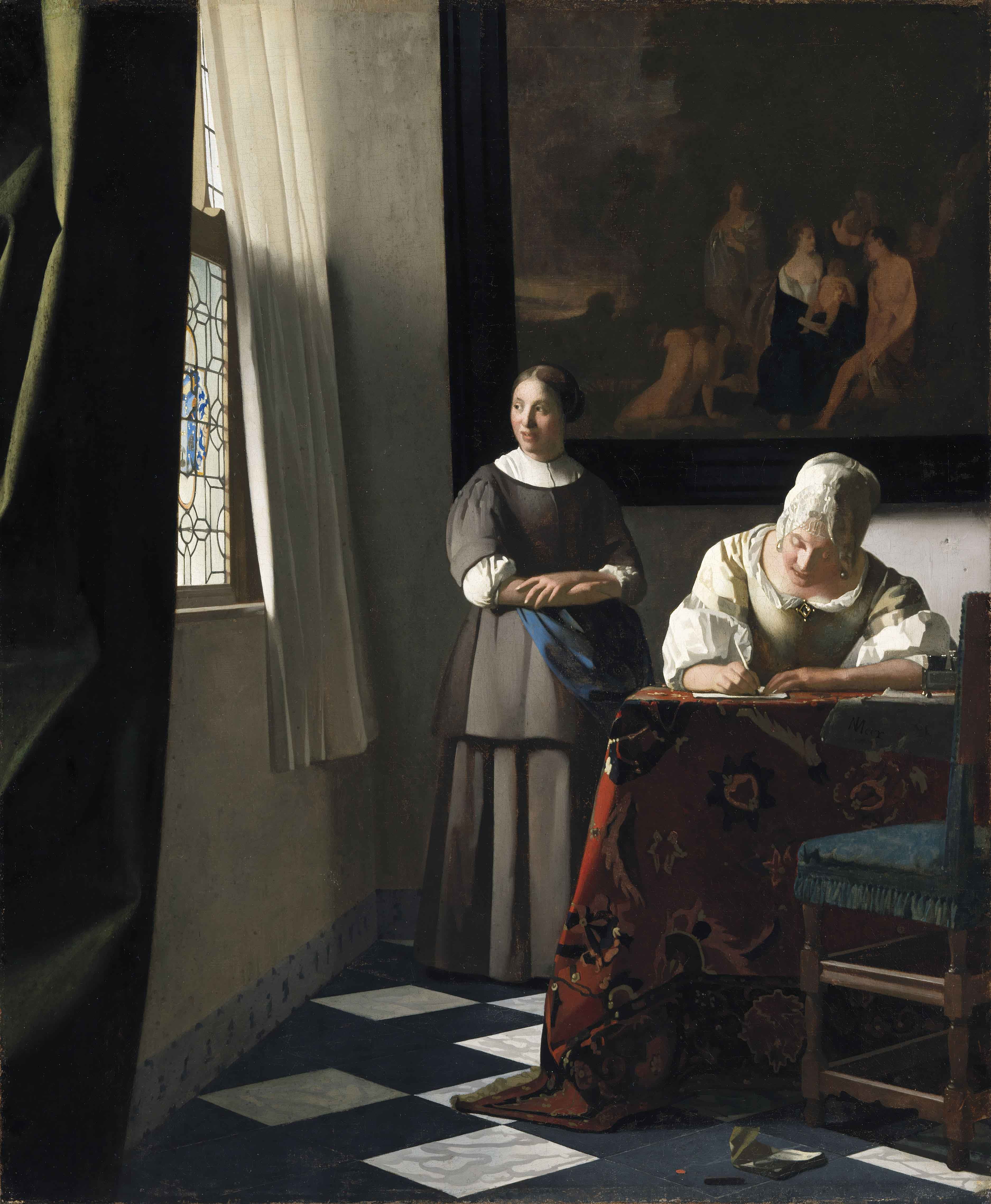
フェルメールの『手紙を書く婦人と召使』。1670年から1671年頃。アイルランド国立美術館所蔵。

本作品はアムステルダム国立美術館の『恋文』（De liefdesbrief）およびアイルランド国立美術館の『手紙を書く婦人と召使』（Schrijvende vrouw met dienstbode）とともに、上流階級の家庭を舞台とする恋をしている女主人と召使を主題として描かれた作品である。このテーマはオランダ黄金時代の風俗画家たちに非常に好まれ、同時代のファッションと異なる社会的地位に属する女性たちの関係性を描写する機会となった。
ここではフェルメールは召使が女主人の恋人から届けられた手紙を手渡す場面を描いている。画面左の召使は届けられた手紙を女主人に差し出している。手紙を書いていたらしい女主人は召使の声でペンを置いて、手紙を見ており、左手を自身のあごに当てて、驚きないし懸念の身振りを取っている。どちらの人物も前景に近く、強い照明で照らされており、暗い背景に対して際立っている。背景は使用した顔料が変色したため、フェルメールの作品としては珍しく、非常に暗いものになっている。
図像的源泉としては、ヘラルト・テル・ボルフの『拒否された手紙』（The Rejected Letter）や、ハブリエル・メツーの『手紙を受け取る少女』（Woman receiving a letter）、カスパル・ネッチェルの『黒い封の手紙』（The letter with the black seal）などの作品が指摘されている。
フェルメールの署名はされていない。

## 構図の諸要素

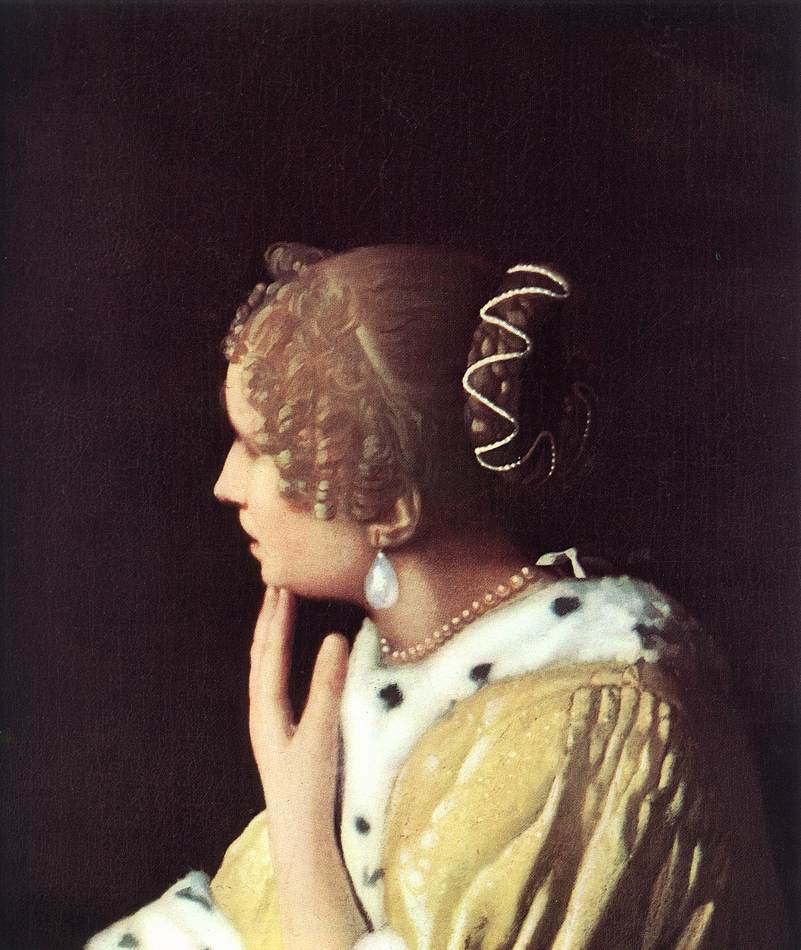
女主人の横顔（ディテール）。

### 女性
婦人の表情は、フェルメールによる女性の表情の描写の中で最も優れたものの1つとされる。彼女の解剖学的特徴を描写する際の無駄のない動きは非常に卓越しており、これに匹敵するオランダの絵画はほとんど存在しない。
女性は黒い斑点のある白い毛皮で縁取られた黄色い上着を着ている。このタイプの上着は長い冬の間、中流階級や上流階級の女性が寒さから身を守るために着用されたものである。ただし正式な場面で着用されるものではなかったため、肖像画で描かれることはなかった。この黄色い上着は本作品の他にフェルメールの5点の作品、メトロポリタン美術館の『リュートを持つ女』（Vrouw met een luit）、ベルリン絵画館の『真珠の首飾りの女』（Vrouw met een parelsnoer）、ワシントン・ナショナル・ギャラリーの『手紙を書く女』（Dame Schrijft Brief）、『恋文』、ケンウッド・ハウスの『ギターを弾く女』（Jonge gitaarspelende vrouw）で描かれている。本作品では上着の硬い質感と存在感が、キアロスクーロのコントラストと、しわに沿って流れる厚く塗られた絵具の生き生きとした筆遣いによって強調されている。こうした描写はそれまでの黄色い上着の描写とは異なっており、これほど黄色い上着の描写を贅沢に行った絵画は本作品をおいて他にない。毛皮の黒い斑点は高い精度とコントラストで描写され、上着の処理に見られる活気は、到着した手紙の内容を推測しようとする婦人の一時的な不安を強調している。
黄色の上着はフェルメールの家で記録されたものと考えられている。1676年に作成されたフェルメールの遺品目録には「白い毛皮で縁取られた黄色いサテンのマント」が記載されており、おそらく妻カタリーナ・ボルネス（Catharina Bolnes）のものと考えられている。少なくともネックライを縁取る毛皮の黒い斑点の分布や袖のしわは『真珠の首飾りの女』や『手紙を書く女』と正確に一致しており、これらの作品を描く際に用いた上着が同一のものであることは明らかである。

### 召使

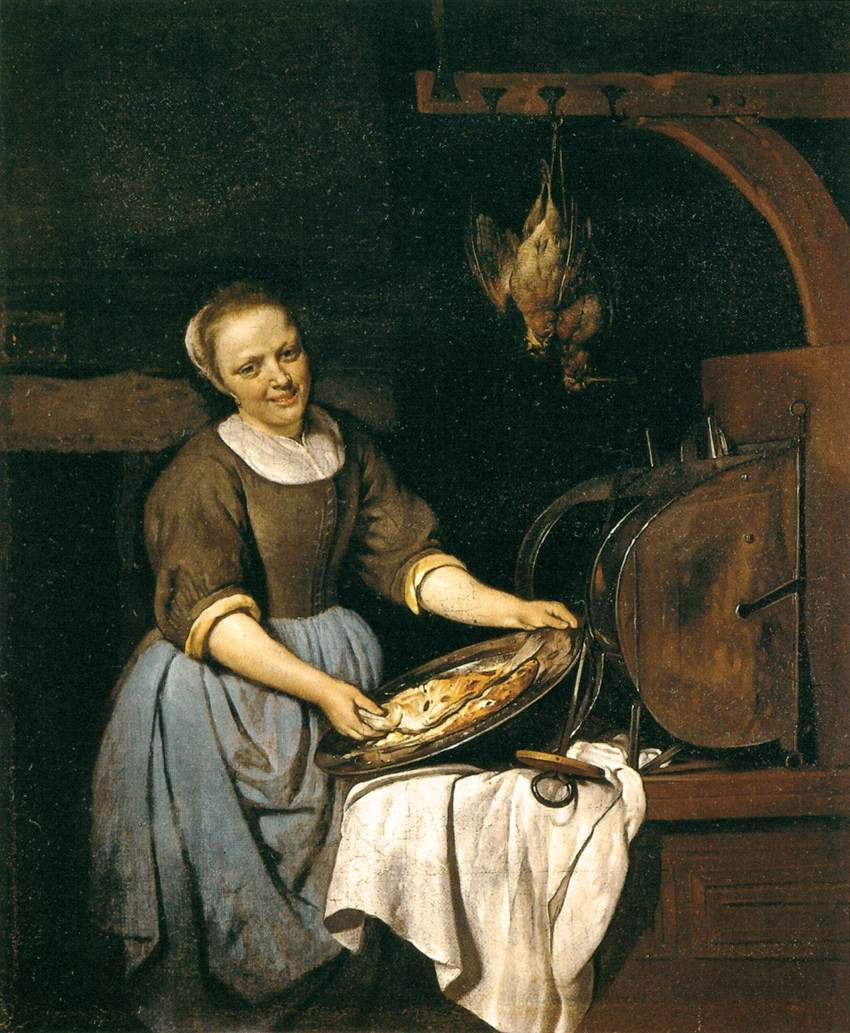
ハブリエル・メツーの『料理人』。1657年から1667年の間。ティッセン＝ボルネミッサ美術館所蔵。

フェルメールは社会的地位の低い召使を慎重に描写している。女主人が鮮やかな色彩の上着をまとい、高価な真珠の宝飾品を用いた当時の最新の髪型をしているのに対して、召使はくすんだ色彩の衣服を着て、青いエプロンを身に着けており、黒髪をさりげなく後ろでまとめている。その一方で、3作品のいずれも座った女主人に対して召使をその上方に描くことで、彼女の立場の弱さを潜在的に弱めている。
召使は当時のオランダの上流階級の生活には欠かせない存在であり、風俗画家たちは様々な態度で彼女たちを描写した。しかし当時のオランダでは召使を家庭に対して脅威となりうる存在と見なす側面があった。たとえばフェルメールが本作品の後に制作した『恋文』はおそらくその1例である。フェルメールはこの作品の中で、笑みを浮かべながら恋文を女主人に手渡した召使を描いており、この点から召使は手紙の内容を知悉していたと思われる。これに対して本作品の召使の中立的な表情と敬意ある態度は、彼女が絵画世界の中で比較的中立的な役割を果たしていることを示唆しているが、彼女の開いた口は手紙が届いたことを伝えた瞬間であることを示しており、静かな絵画世界の中にサスペンスの要素がある瞬間を作り出している。
召使の作業服はかなり標準化されていたらしく、たとえばハブリエル・メツーが『料理人』（De kok）などの作品で描いた召使は、フェルメールの作品の召使とほぼ同じ服装をしている。

### 暗い背景

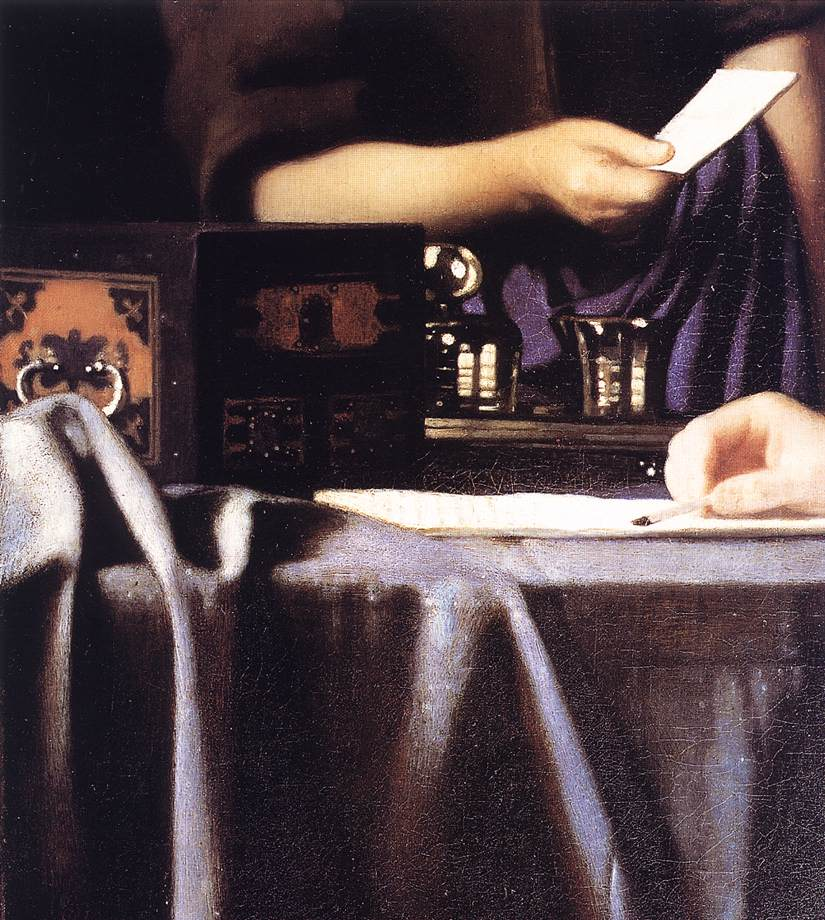
テーブルの上に置かれた筆記用具（ディテール）。

暗い背景は召使が女主人に手紙を渡す瞬間のドラマを引き立てる役割を果たしている。この背景はフェルメールの本来的な描写ではなく、以前の背景には緑のカーテンが描かれていた。しかし長い年月の間に顔料の色彩が変化し、現在の暗い背景になったことが判明している。実際に右に引かれたカーテンの襞は現在でも確認することができる。かつてはこのカーテンがフェルメールによる描写なのか疑問視されていた。1809年のジャン＝バプティスタ＝ピエール・ルブランによる絵画のエングレーヴィングではカーテンが欠けていたため、ルブランが意図的にカーテンを省略したのか、それとも後から追加されたのかという問題が論じられた。この疑問に対して、1950年に当時のフリック・コレクションの主任修復士ウィリアム・サーは、カーテンが構図の不可欠な要素であると見なした。
またフェルメールが死去したとき背景は未完成のまま残されていたが、売却できるように他の画家によってカーテンの背景として塗りつぶされたのではないかとも主張されたが、2018年に実施された科学的調査はカーテンによって少なくとも4人の人物像が覆い隠されていることを明らかにした。おそらくフェルメールは画面奥の背景に複数の登場人物が描かれたタペストリーないし絵画で装飾された壁面を設定していたが、後に女性像に注意を向けさせるため、緑のカーテンで塗りつぶしたと考えられている。

### 筆記用具
テーブルの上にはインド西海岸のゴア州から輸入された木材を使用した豪華な小箱（casket）と、トレイに乗せられた金属製の筆記用具一式が置かれている。小箱の用途は宝石や貴重品を入れるためであり、この場合は恋人から届けられた手紙をしまうためと考えられる。同様の小箱はハブリエル・メツー、ヘラルト・テル・ボルフ、ニコラース・マースといった、フェルメールと同時代の画家たちも描いている。当時の筆記用具は通常、2つの小さなカバー付きのカップ状の容器が付いたトレイで構成されていた。容器の1つはインク用であり、もう1つは余分なインクを吸い取って滲むのを防ぐために使う「吸い取り砂」（blotting sand）を入れたり、ペン立てに用いられた。同様の容器は『手紙を書く女』でも筆記用具を保管する小箱とともに描かれている。

## 来歴
本作品はフェルメール最大のパトロンであったピーテル・クラース・ファン・ライフェンが所有したフェルメールの作品の1つと考えられている。ファン・ライフェンが1674年に死去したのちは、ファン・ライフェンのコレクションとともにおそらく未亡人マリア・デ・クナイツ、さらに娘のマフダレナ・ファン・ライフェン（Magdalena van Ruijven）に相続された。マフダレナは印刷業者・美術収集家であったヤーコプ・ディシウスと結婚し、絵画はディシウスのコレクションに加わった。彼が1695年に死去すると、21点ものフェルメール作品を含むコレクションは、1696年5月16日にアムステルダムで開かれた競売で売却された。売却価格は70フローリンであった。
その後、絵画は何人かのフランスの収集家に所有された。その中でも特に有名なのはウジェーヌ・スクレタンである。スクレタンは銅の生産で財を築いた実業家であったが、1889年の銅の暴落で資産を失い、収集したコレクションを手放すことを余儀なくされ、同年7月1日にパリの美術商シャルル・セデルマイヤーに75,000フランで売却した。
絵画はサンクトペテルブルクのA・パウロフツォフ（A. Paulovtsof）が所有したのち、ベルリンの美術収集家ジェームズ・ジーモンが購入した。この絵画をオランダの美術商・美術収集家アブラハム・プライヤー（Abraham Preyer）は美術商デュビーン・ブラザーズ（Duveen Brothers）とスコット・アンド・ファウローズ（Scott & Fowles）の協力を得てジェームズ・ジーモンから本作品を購入した。最終的に『婦人と召使』はアメリカ合衆国の美術収集家ヘンリー・クレイ・フリックによって彼が死去する前の1919年に購入された。フリックは同年12月2日に死去し、『婦人と召使』は彼が最後に取得した絵画となった。

## ギャラリー
フェルメールが影響を受けたと考えられている作品

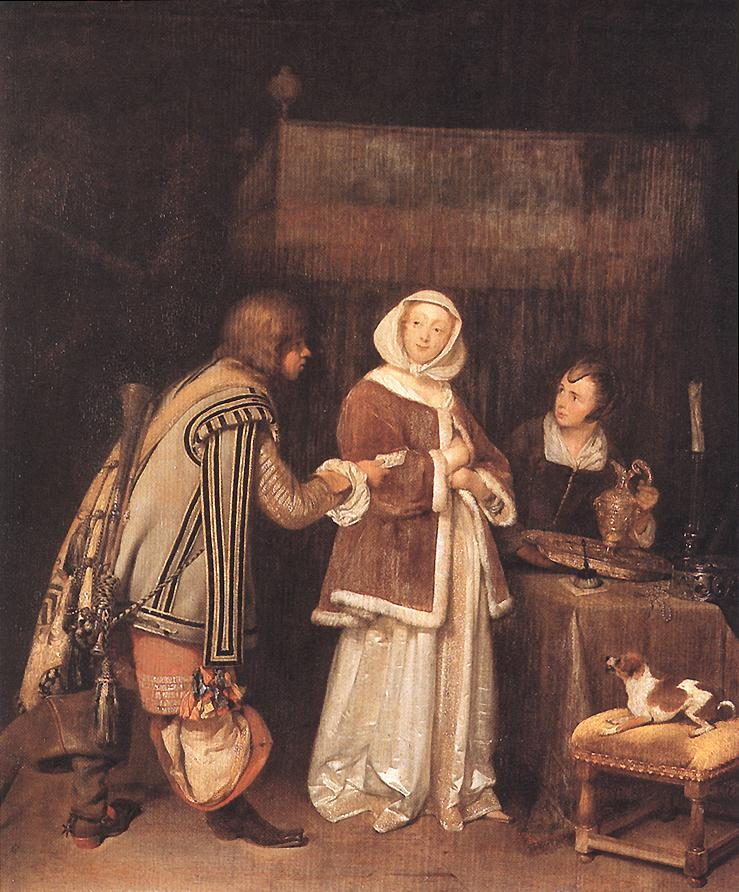
ヘラルト・テル・ボルフ『拒否された手紙』1657年頃 アルテ・ピナコテーク所蔵
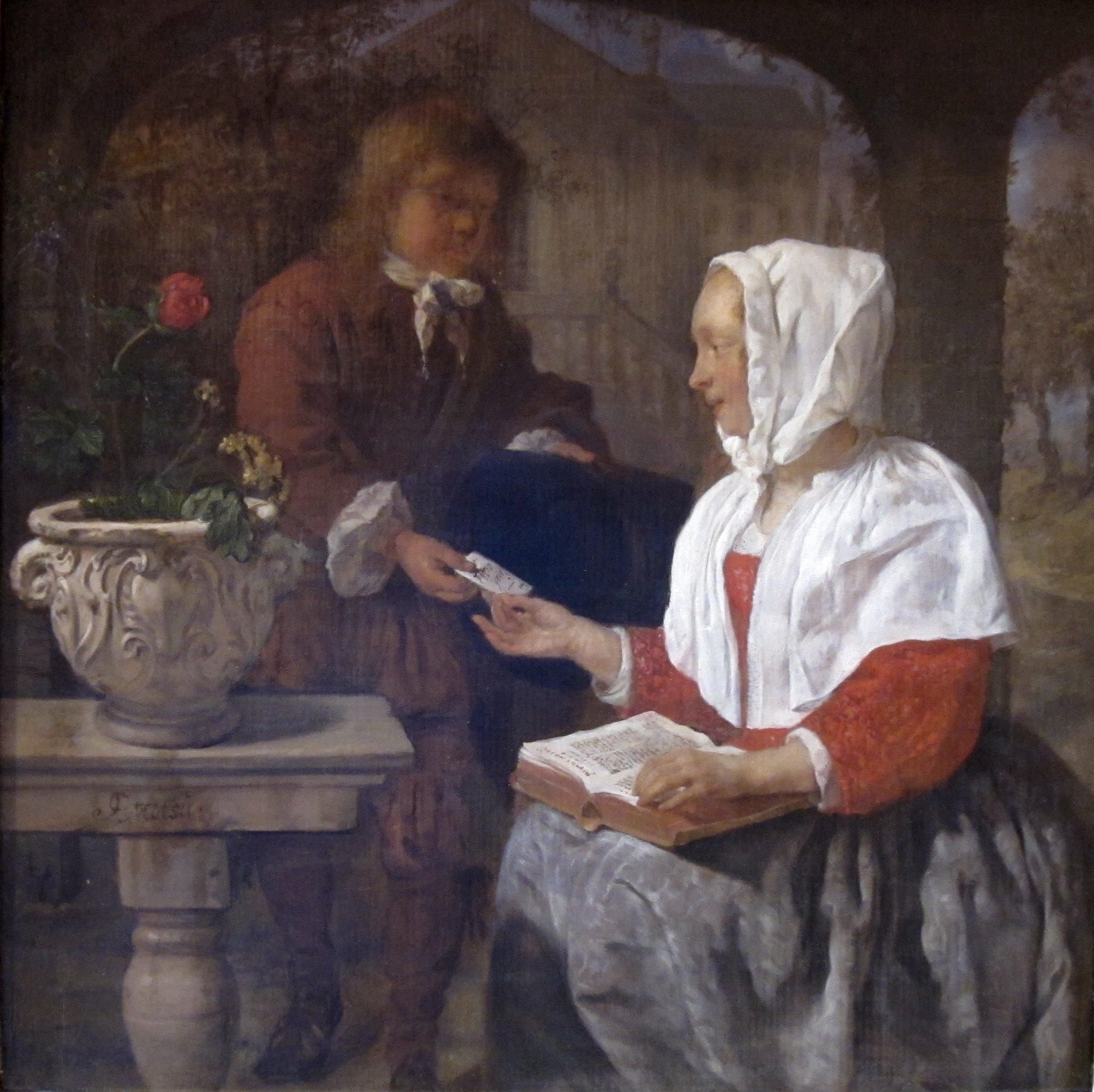
ハブリエル・メツー『手紙を受け取る少女』1658年頃 ティムケン美術館所蔵
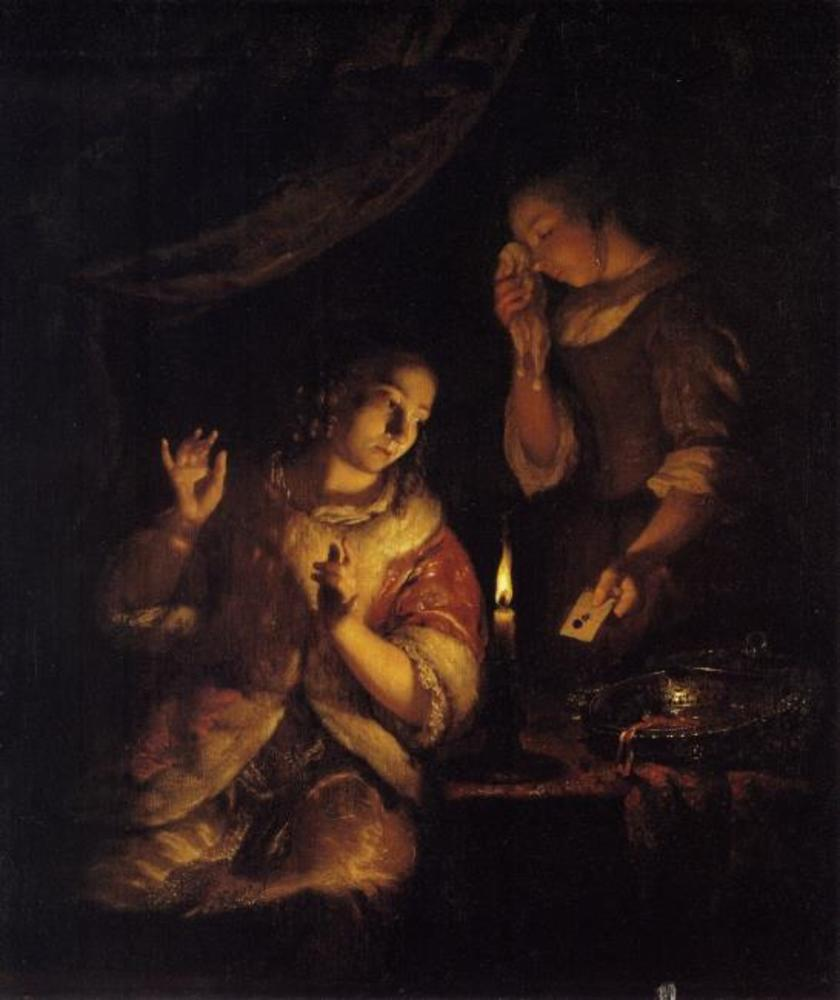
カスパル・ネッチェル『黒い封の手紙』1665年 国立シュヴェリーン美術館（英語版）所蔵

フェルメールの毛皮で縁取られた黄色い上着を着た女性像

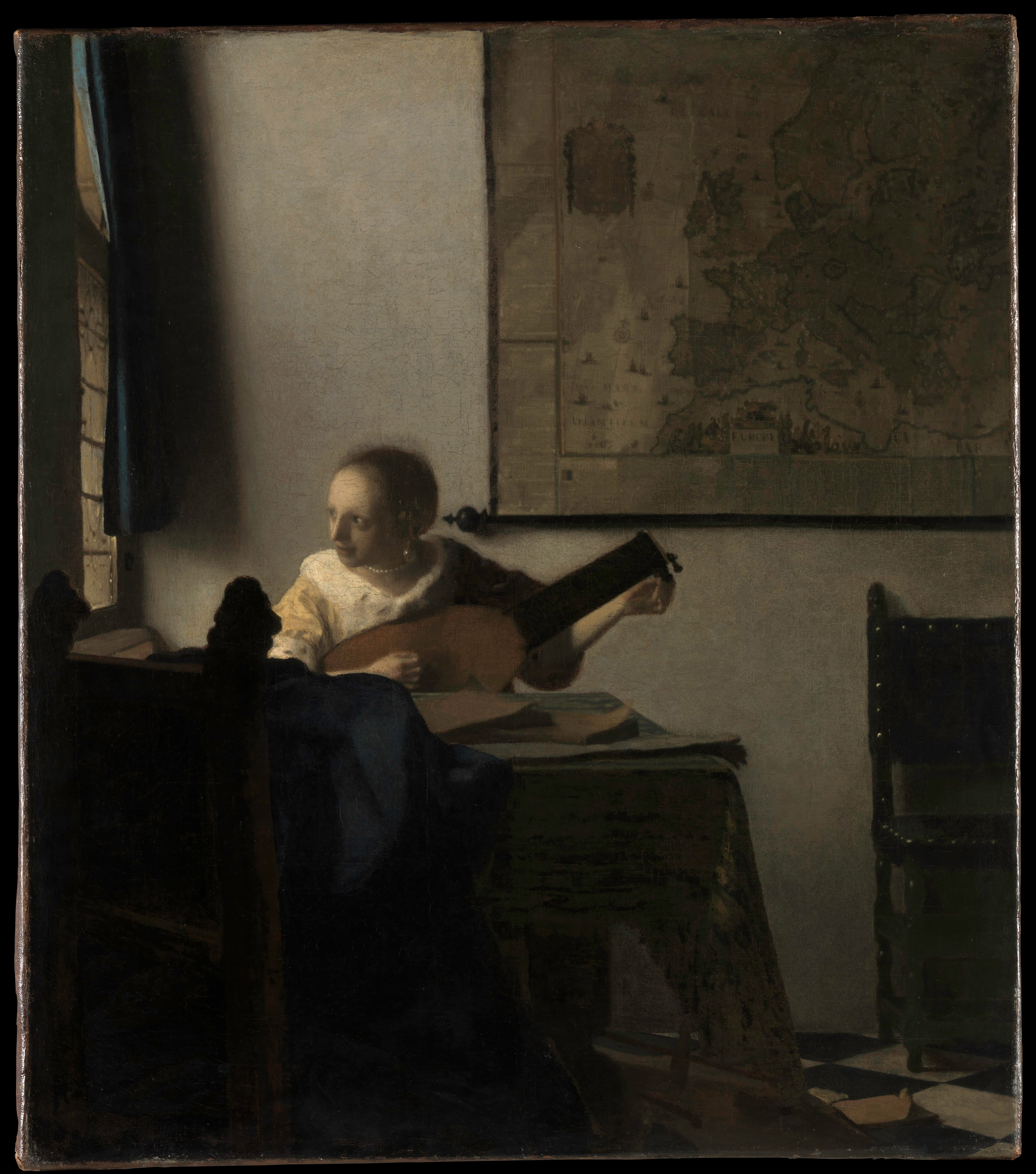
『リュートを調弦する女』1662年–1663年頃 メトロポリタン美術館所蔵
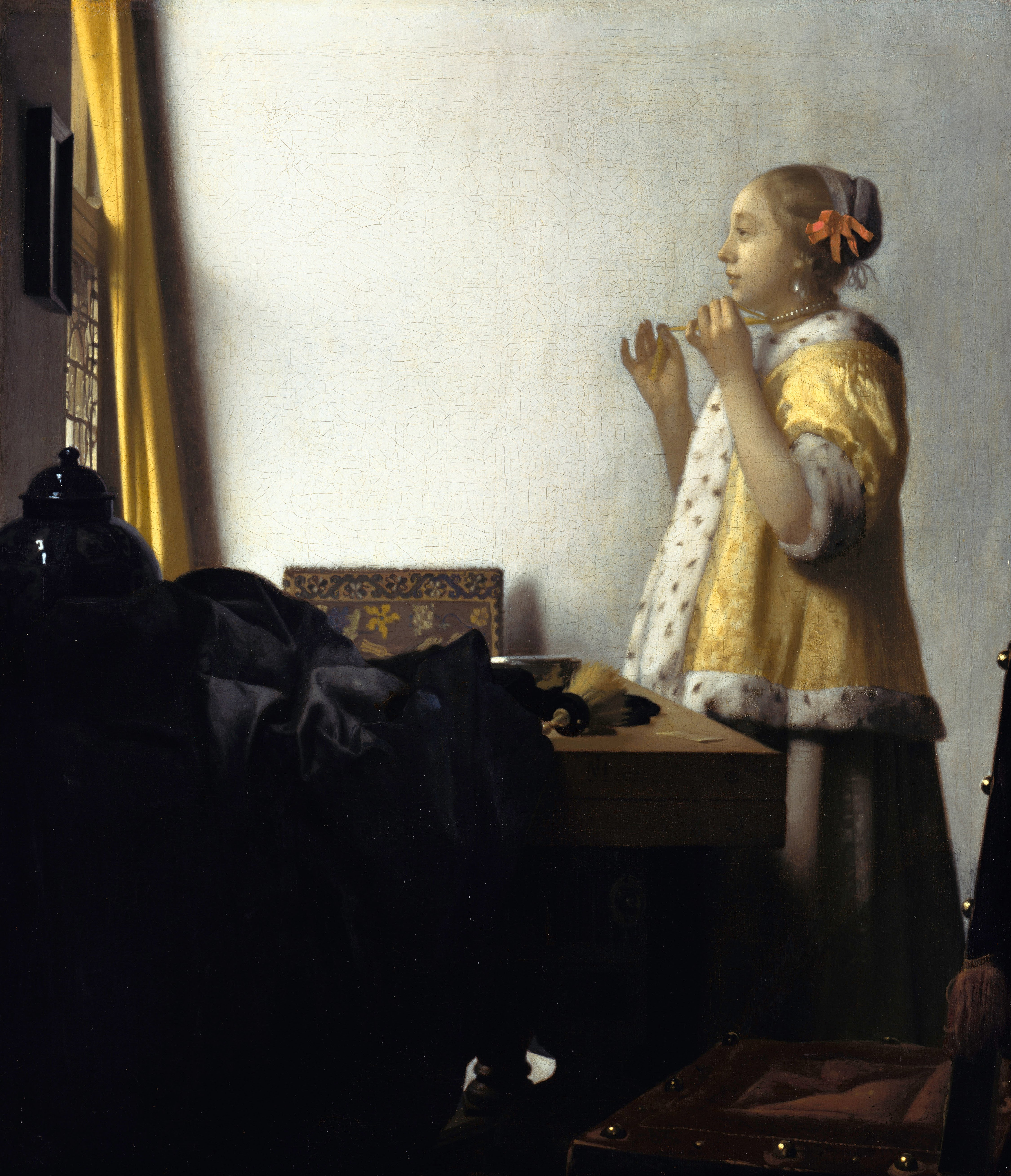
『真珠の首飾りの女』1663年-1665年 絵画館所蔵
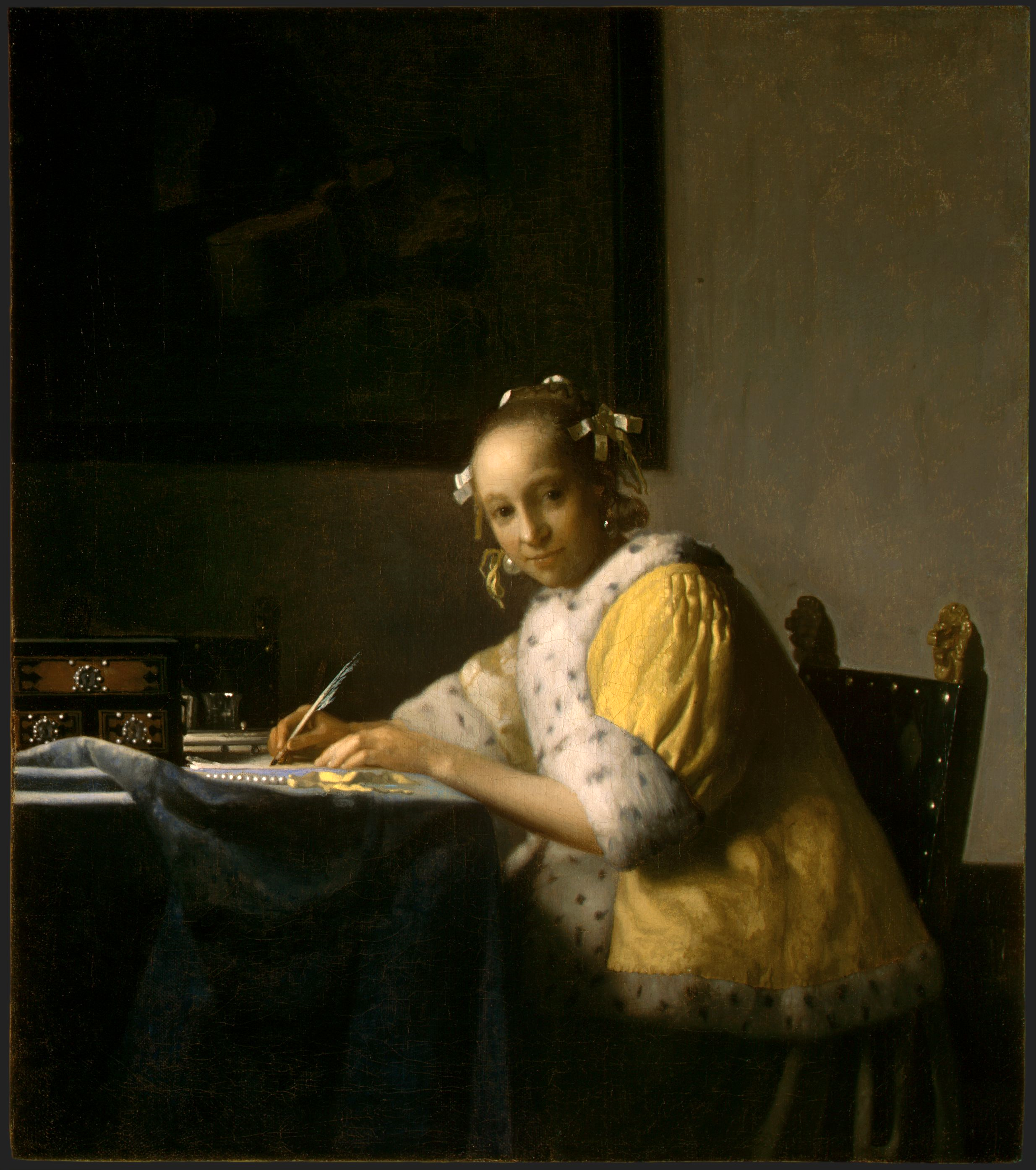
『手紙を書く女』1665年-1666年頃 ワシントン・ナショナル・ギャラリー所蔵
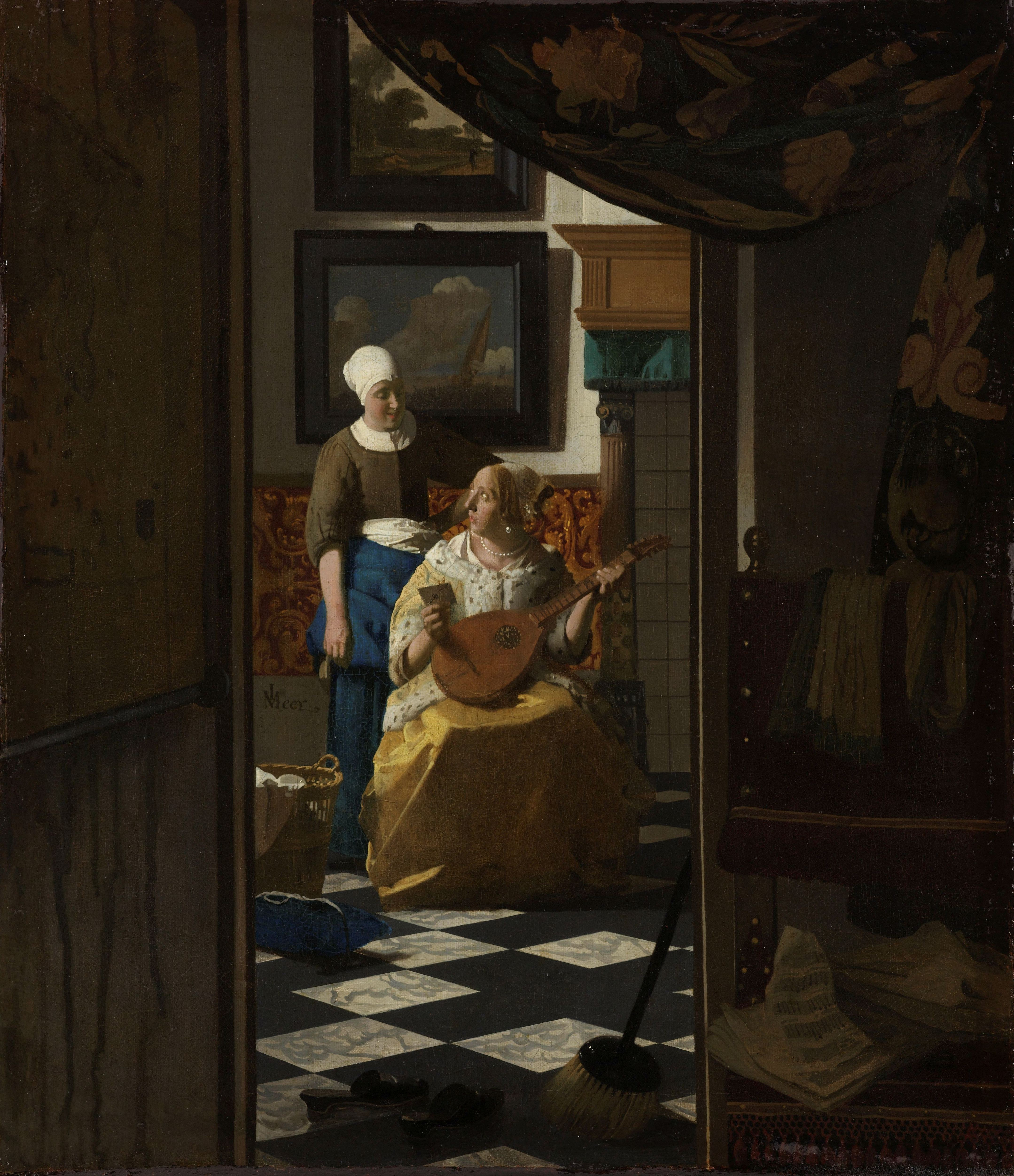
『恋文』1669年から1670年の間 アムステルダム国立美術館所蔵
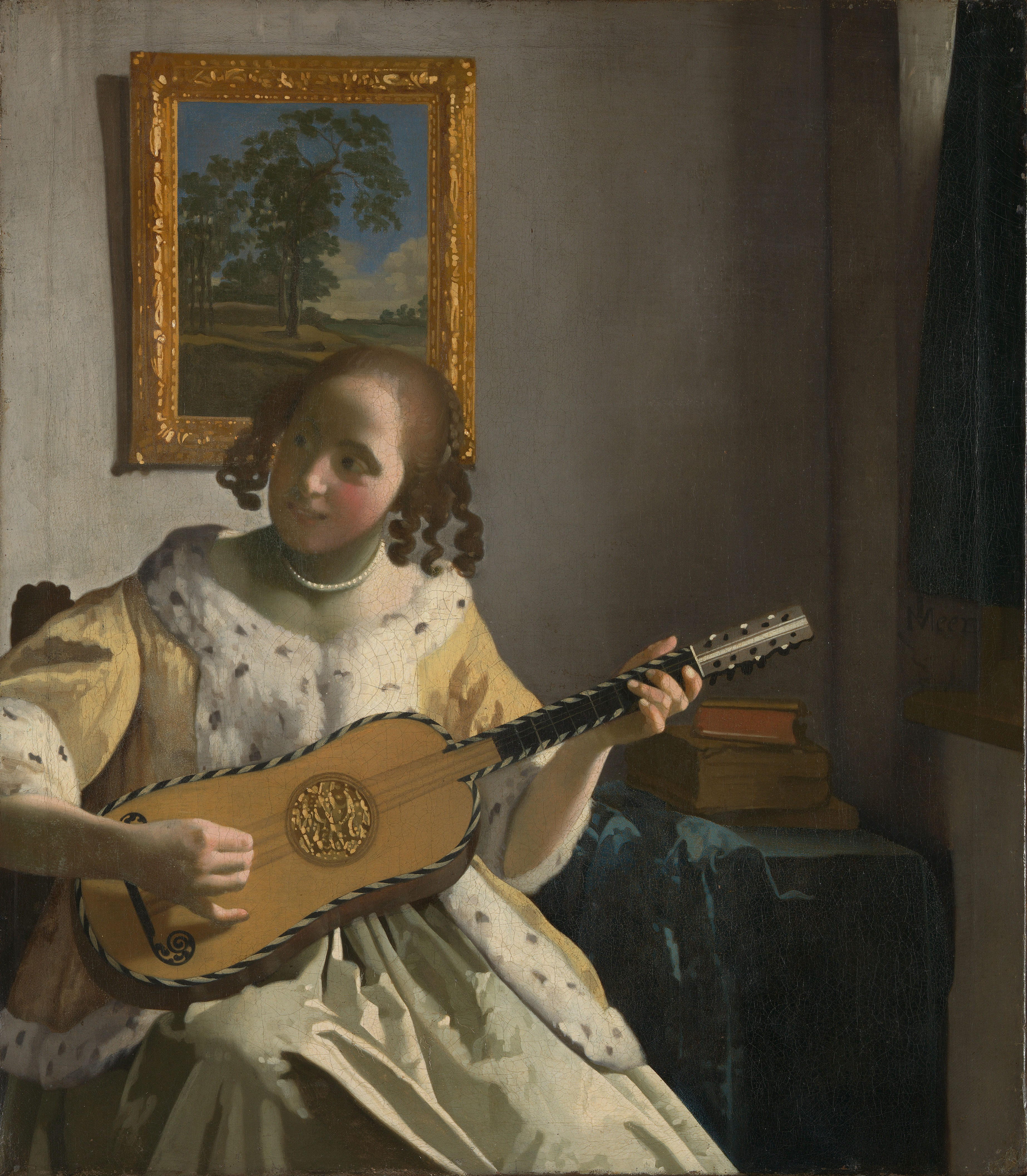
『ギターを弾く女』1670年-1673年頃 ケンウッド・ハウス所蔵